# Plecoptera recessa
Plecoptera recessa är en fjärilsart som beskrevs av Walker 1858. Plecoptera recessa ingår i släktet Plecoptera och familjen nattflyn. Inga underarter finns listade i Catalogue of Life.